# شلغم‌وش (سرده)
شلغم‌وش (نام علمی: Rapistrum) نام یک سرده از تیره شب‌بویان است.